# 宗教的共同体
宗教的共同体（しゅうきょうてききょうどうたい）とは、ある宗教を紐帯として人々が形成する共同体である。つまり同一の信仰を持つ人々による共同体のことである。

## 概説
例えばユダヤ教ではケヒッラーなどがある。キリスト教では、代表的なところでは、教会や修道院などがそれにあたる。イスラームではウンマがある。
初期のキリスト教にはエクレシアがあった。これが現在の教会へと発展してきた。初期の仏教ではサンガがあった。
イスラームが全盛期を迎えていたころ、イスラーム全体が相互扶助の精神をそなえた地球規模の巨大な共同体の様相を呈していて、イスラームの旅人は旅先で食事や寝る場所などを提供してもらえ、反対に自分が住む場所でイスラームの旅人を見れば、信仰にもとづいて、その人のために様々な便宜を提供した。例えば14世紀にアフリカ北岸から旅に出たある熱心なイスラーム教徒なども、はるかインドの地などで旅費が尽きた場合でも、イスラーム教のモスクやその街のイスラーム教指導者の家などに行けば、次のモスクがある街までの路銀（旅費）をもらい、それを繰り返すことでどこまでも旅をつづけることができた。こうしたことが特に特別なこととしてではなく、ごく普通に行われていたのである。
現代でも世界各地に様々なタイプのものがあり、「フランスにおけるユダヤ・コミュニティ」とか「ニューヨークのイスラームコミュニティ」「○○市における在日ブラジル人カトリック信徒の共同体 」などの言い回しで表現されることがある。
宗教的共同体というのは、その基盤にある信仰というものが、人間の日常的・私的なものを打ち破るものであるので、宗教的共同体も独自の超越的性格が強調されることになる。たとえばエクレシアは「神のイスラエル」や「キリストの身体の手足」と理解され、仏教のサンガも如来の法身がある場と理解されていた。次にさらに宗教的共同体の超越性がさらに一歩進み、宗教的共同体それ自体が信仰さるべきものとしてもとらえられることになる。例えば仏教ではサンガを摂す三宝に帰依することをもって仏教者であることの表明とし、キリスト教の使徒信条では「我は一にして聖なる公同の教会を信ず」と告白することになる。よって、共同体への帰属というのは、“メンバーが各人の意思で共同体を作り、参加する”というようにはとらえられず、むしろ信仰によってこの共同体に「召される」といったように自覚されるようになる（召命も参照）。
（上述のような共同体とはいささか性質が異なる点もあるが）儒教や道教においては「家」が宗教共同体だと、Kitagawa.J.M（1960）によって述べられているという。
日本では、さまざまな講が盛んに営まれた時代がある。例えば庚申講や富士講などである。日本の仏教では寺にかかわりのある檀家の集団が共同体的な性質も帯びていた。

## 関連文献
- 小田 淑子「宗教共同体の哲学的考察」 宗教研究 83(4), 1311-1312, 2010-03-30